# USS Chateau Thierry (AP-31)
L’USS Chateau Thierry (AP-31) est un navire de l'United States Navy, de type Design Commun 1024 (communément appelé Hog Islander (en)), mis en chantier en 1919 et lancé en 1921. Il a été utilisé essentiellement pendant la Seconde Guerre mondiale. 